# Chase HQ
Chase H.Q. (チェイスH.Q.? "Chase Headquarters") är ett racingspel från 1988, som debuterade som arkadspel utvecklat av Taito. Spelaren antar rollen som polisen Tony Gibson som tillsammans med sin kollega Raymond Broady skall stoppa brottslingar på flykt under biljakter i hög fart.
Spelet följdes av; Special Criminal Investigation (1989), Super Chase: Criminal Termination (1992) och Chase H.Q. 2 (2007). Det släpptes även två spinoff-spel: Crime City (1989) och Quiz H.Q. (1990).
Spelet porterades till flera hemmaskiner av Ocean Software 1989, och bestod av versioner till ZX Spectrum, Amstrad CPC, Commodore 64, Amiga och Atari ST. Taito släppte också spelet till NES (1989), Game Boy (1990), Sega Master System, Sega Game Gear (1991) och PC Engine (1992). Spelet släpptes till Playstation 2 i Japan 2007 som del av Taito Memories II Volume 2.

### Fotnoter
1. ↑  ”Chase HQ” (på engelska). NES DB. Arkiverad från originalet den 11 mars 2015. https://web.archive.org/web/20150311183211/http://www.nesdb.se/game_more.php?id=1426&rid=1. Läst 22 maj 2014.